# Henri Rabinel
Henri Rabinel (Genève, 27 september 1731 – Den Haag, 29 december 1808) was een onderwijzer en politicus ten tijde van de Bataafse Republiek.

## Familie
Rabinel was een zoon van Marc Rabinel en Anne Grenler. Hij trouwde in 1758 met Jeanne Susanne d'Estandeau (1735-1781), uit dit huwelijk werden negen kinderen geboren.

## Loopbaan
Rabinel was vanaf 1755 schoolmeester aan de Franse school en voorlezer en voorzanger in de Waalse gemeente te Deventer. In 1763 vestigde hij zich in Middelburg, waar hij schoolmeester en kostschoolhouder werd van de Waalse school (1763-1791). Later verhuisde hij naar Goes, hij was daar lid van de municipaliteit (1795 en vanaf 1796) en lid van de Vergadering van provisionele representanten van het Volk van Zeeland. Als lid van de municipaliteit werd hij op 9 september 1795 door de Fransen op het stadhuis gearresteerd na moeilijkheden met een deel van de Goese municipaliteit. Zijn vrijlating volgde op 22 september 1795.
Hij was vervolgens lid van de Eerste Nationale Vergadering (1796-1797) en Tweede Nationale Vergadering (1797-1798), lid van de Constituerende Vergadering (1798), lid van de Tweede Kamer (1798) van het Vertegenwoordigend Lichaam en ten slotte lid van het Intermediair Wetgevend Lichaam (1798). In 1802 verhuisde hij naar Den Haag, waar hij zes jaar later overleed. Rabinel werd begraven in de Kloosterkerk.